# CONCACAF U-20-Meisterschaft der Frauen 2023
Die CONCACAF U-20-Meisterschaft der Frauen 2023 war die zwölfte Auflage der CONCACAF U-20-Meisterschaft der Frauen, einer internationalen Jugendfußballmeisterschaft, die von der CONCACAF für die U-20-Frauen-Nationalmannschaften der Region Nord-, Mittelamerika und Karibik organisiert wird. Sie fand vom 25. Mai bis 4. Juni 2023 in Santo Domingo, Dominikanische Republik statt.
Die drei besten Mannschaften des Turniers qualifizierten sich für die U-20-Weltmeisterschaft der Frauen 2024 in Kolumbien als Vertreter der CONCACAF.
Die Vereinigten Staaten waren der zweifache Titelverteidiger, nachdem sie bereits die Turniere 2020 und 2022 gewonnen hatten. Mexiko gewann das Turnier, indem es die Vereinigten Staaten im Finale am 4. Juni 2023 mit 2:1 besiegte. Kanada qualifizierte sich als Drittplatzierter für die FIFA U-20-Frauen-Weltmeisterschaft 2024, indem es Costa Rica im Spiel um Platz drei mit 5:3 besiegte. 

## Schiedsrichter
- Marianela Araya
- Sandra Benitez
- Astrid Gramajo
- Odette Hamilton
- Myriam Marcotte
- Carly Shaw-MacLaren
- Katia García
- Ekaterina Koroleva
- Natalie Simon